# 현희
현희(玄熙, 1976년 10월 4일~)는 대한민국의 은퇴한 펜싱 선수로 주 종목은 에페이다. 2002년 세계 선수권 대회에서 에페 개인 부문 금메달을 차지하며 아시아 선수 최초로 세계 선수권 대회에서 우승했다.

## 경력
경기도 수원시 출신으로 동성여자중학교, 효원고등학교, 한국체육대학교를 졸업했다. 동성여중 1학년 때 학교 펜싱부 감독의 권유로 펜싱을 시작했다. 1996년 8월에 대한민국 청소년 대표로 발탁되어 인도네시아 자카르타에서 열린 아시아 주니어 선수권 대회에 참가했으나 예선에서 탈락했으며, 1997년 4월에 스페인 테네리페에서 열린 세계 주니어 선수권 대회에도 출전했으나 예선 탈락에 머물렀다.
1998년에 광주서구청 펜싱단에 입단하였고, 1999년에 처음으로 국가대표로 발탁되어 같은 해 4월에 영국 입스위치에서 열린 월드컵을 통해 처음으로 국제 대회에 출전했다. 이 대회에서 에페 개인전 55위를 기록했고, 이후 5월에 부다페스트, 취리히, 벨켄라트에서 열린 월드컵 대회에 참가했으며, 각각 62위, 45위, 38위의 성적을 기록했다. 
1999년 7월에는 스페인 팔마데마요르카에서 열린 1999년 하계 유니버시아드에 대한민국 국가대표로 참가하였다. 이 대회 개인전에서는 36위를 기록했고, 김희연 ,이미선, 서미정과 함께 출전한 단체전에서는 슬로베니아 대표팀만을 제친 14위를 기록했다.
2002년 8월 포르투갈 리스본에서 열린 2002년 세계 선수권 대회 에페 개인 부문에 출전했다. 첫 상대인 이탈리아의 실비아 리날디, 헝가리의 민처 일디코, 중화인민공화국의 선웨이웨이를 차례로 꺾었고, 당시 세계 랭킹 1위이자 애틀랜타 올림픽 2관왕인 프랑스의 로라 프레셀과 세계 랭킹 4위인 독일의 브리타 하이데만을 연달아 8강과 4강에서 꺾었다. 이후 결승에서 세계 랭킹 2위인 독일의 임케 두플리처를 15-11로 완파하고 우승하였다. 이 대회 우승으로 세계 선수권 대회에서 금메달을 딴 첫 아시아 선수로 이름을 올렸다. 같은 해 9월 부산광역시에서 열린 2002년 아시안 게임에 대한민국 국가대표로 참가하였으며, 개인전 첫 상대인 필리핀의 로레야 바우손을 시작으로 홍콩의 영처이링, 중국의 선웨이웨이를 차례로 꺾으며, 결승에 진출했으며, 결승에서 대표팀 동료인 김희정에게 1점차인 14-15로 패하여 은메달을 획득했다. 김희정, 김미정, 이금남과 함께 참가한 단체전에서는 카자흐스탄과 중국을 누르고 금메달을 획득했다. 이후 세계 선수권 대회와 아시안 게임에서 활약한 공로로 2002년 11월 체육대상에서 남자 축구의 황선홍과 함께 올해의 선수로 선정되었고, 2003년 2월에 대한체육회가 선정하는 올해의 최우수 선수로 선정되었다.
그 해 3월에는 쿠바 아바나에서 열린 2003년 세계 선수권 대회에 참가하였다. 개인전에서는 20위를 기록했고, 2002년 부산 아시안 게임 우승 멤버인 김미정, 김희정, 이금남과 함께 참가한 단체전은 19위를 기록했다. 은퇴 후에는 지도자로 활동했으며, 진주제일중학교 펜싱부 코치를 맡으며, 2016년 하계 올림픽 금메달리스트인 박상영을 발굴했다.

## 개인사
2001년 12월에 펜싱 선수인 정순조와 결혼했다. 부부 모두 펜싱 지도자로 활동하는 중이다.

## 수상
- 2002년 세계 펜싱 선수권 대회 여자 에페 개인전 금메달